# Кертіс Лі Браун

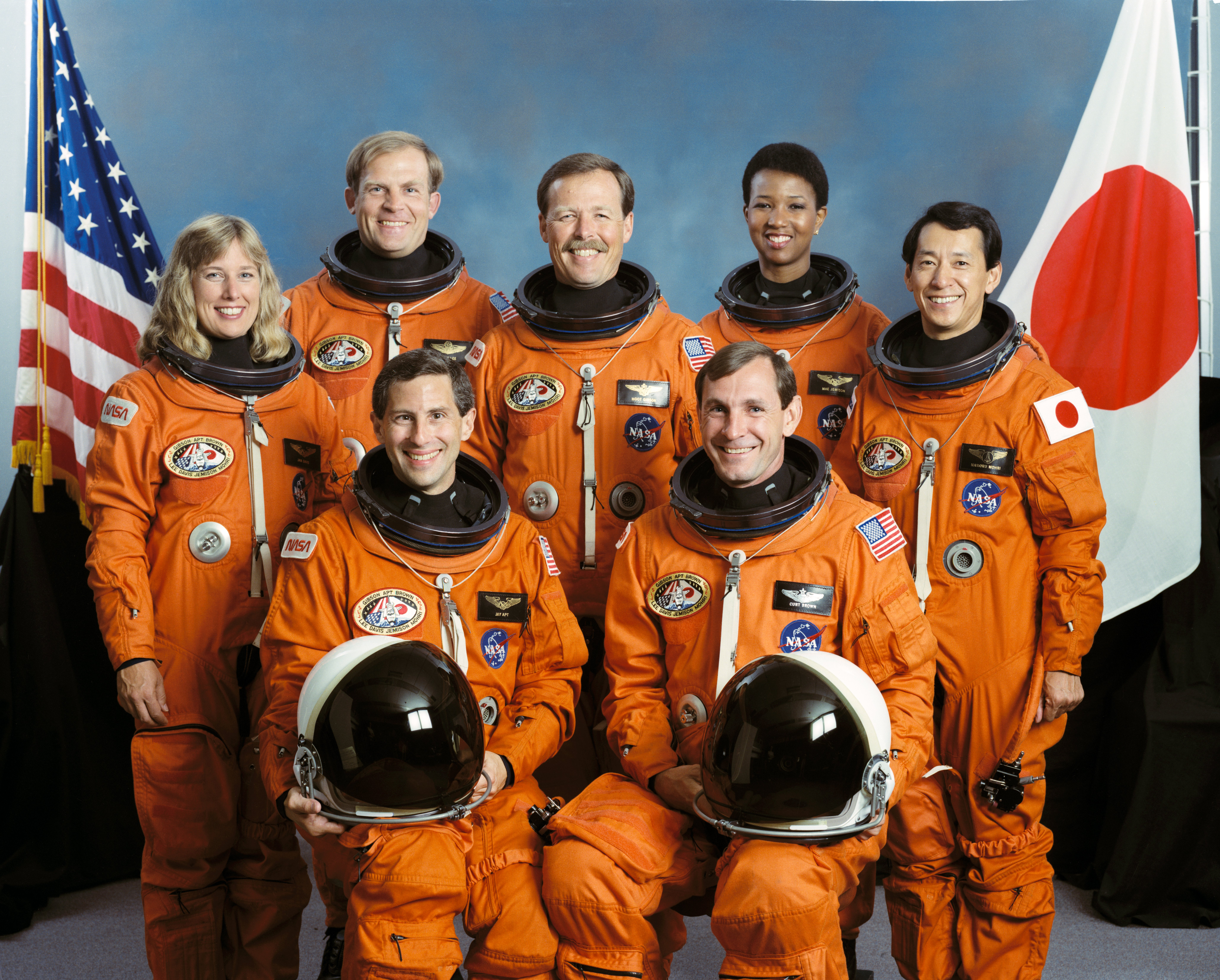
Екіпаж STS-47:Зліва направо — Перший ряд: Епт, Браун; Задній ряд: Дейвіс, Лі, Гібсон, Джемісон, Морі

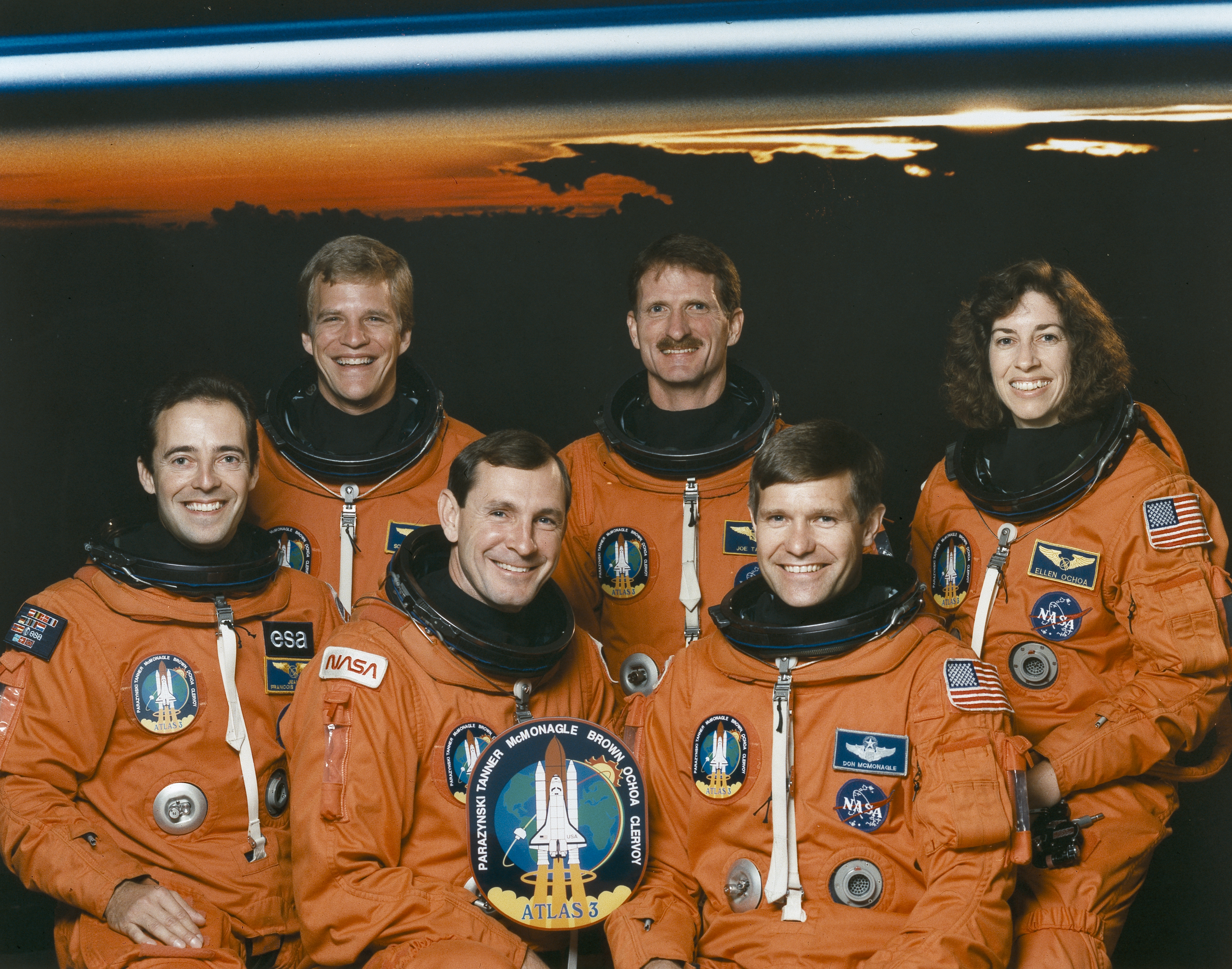
Екіпаж STS-69:Клервуа, Паразінські, Браун, Таннер, Макмонегл, Очоа

Кертіс Лі Браун (англ. Curtis Lee "Curt" Brown, Jr., 11 березня 1956, Елізабеттаун, штат Північна Кароліна, американський астронавт НАСА. Полковник ВПС США (на 1992 рік). Учасник шести польотів за програмою «Спейс Шаттл» — STS-47, STS-66, STS-77, STS-85, STS-95, STS-103, провів у космосі 57 діб 15 годин 10 хвилин 50 секунд.

## Військова служба
- Липень 1979 року. Закінчив льотну підготовку в школі пілотів ВПС на базі ВПС Логліна (англ. Laughlin AFB) в Дель-Ріо (англ. Del Rio), штат Техас. До грудня 1979 проходив підготовку як пілот A-10 на базі ВПС Девіс-Монтан (англ. Davis-Monthan AFB), штат Аризона.
- Січень 1980  року. Служив пілотом літака A-10 на базі ВПС Міртл Біч (Myrtle Beach AFB), штат Південна Кароліна (англ. South Carolina).
- Березень 1982  року. Служив пілотом літака A-10 на базі ВПС Девіс-Монтен (англ. Davis-Monthan AFB), штат Аризона.
- Січень 1983  року. Проходив підготовку в Школі озброєнь винищувачів ВПС (USAF Fighter Weapons School) на базі ВПС Нілліс (англ. Nellis AFB), після чого повернувся на базу ВПС Девіс-Монтен (англ. Davis-Monthan AFB), штат Аризона інструктором з озброєння і тактиці бойового застосування A-10.
- Червень 1986  року. Закінчив Школу льотчиків-випробувачів (англ. USAF Test Pilot School) на базі ВПС Едвардс (англ. Edwards AFB) в Каліфорнії.
- 1986—1987 роки — служив льотчиком-випробувачем на базі ВПС Еглін (англ. Eglin AFB), штат Флорида.

## Польоти в космос
- STS-47 — Індевор (шаттл) — як пілот шаттла з 12 по 20 вересня 1992 року. Тривалість польоту шаттла — 7 діб 22 години 31 хвилину 11 секунд.
- STS-66 — Атлантіс (шаттл) — як пілот шаттла з 3 по 14 листопада 1994 року. Тривалість польоту шаттла — 19 діб 22 години 34 хвилини 52 секунди.
- STS-77 — Індевор (шаттл) — як пілот корабля з 19 по 29 травня 1996 року. Тривалість польоту шаттла — 10 діб 0 годин 40 хвилин 11 секунд.
- STS-85 — Діскавері (шатл) — як командир корабля зі 7 по 19 серпня 1997 року. Тривалість польоту шаттла — 11 діб 20 годин 28 хвилин 7 секунд.
- STS-95 — Діскавері (шатл) — 13 лютого 1998 був призначений командиром екіпажу шаттла Діскавері STS-95 як командир корабля з 29 жовтня по 7 листопада 1998 року. Тривалість польоту шаттла — 8 діб 21 год 44 хвилини 55 секунд.
- STS-103 — Діскавері (шатл) — у березні 1999 року був призначений командиром екіпажу шаттла Діскавері STS-103 за програмою польоту по ремонту телескопа Хаббл. Як командир корабля з 20 по 29 грудня 1999 року. Тривалість польоту шаттла — 7 діб 23 години 11 хвилин 34 секунди.